# The Way/Solitaire
The Way, é uma música escrita e cantada pelo cantor Clay Aiken em 2004.
Também participou do filme Scooby-Doo 2: Monstros à Solta e também da sua trilha sonora.
Na época do seu lançamento fez o maior sucesso nas radios de todo o país inclusive o Brasil.